# Anthomyza pallida
Anthomyza pallida är en tvåvingeart som beskrevs av Zetterstedt 1838. Anthomyza pallida ingår i släktet Anthomyza och familjen sumpflugor. Arten är reproducerande i Sverige. Inga underarter finns listade i Catalogue of Life.